# Grand Prix Formule 1 van België 1975
De Grand Prix Formule 1 van België 1975 werd gehouden op 25 mei 1975 op Zolder.

## Uitslag
| Pos. | Nr. | Coureur               | Constructeur    | Rondes | Tijd / Oorzaak uitval | Grid | Punten |
| ---- | --- | --------------------- | --------------- | ------ | --------------------- | ---- | ------ |
| 1    | 12  | Niki Lauda            | Ferrari         | 70     | 1:43:53.98            | 1    | 9      |
| 2    | 3   | Jody Scheckter        | Tyrrell-Ford    | 70     | + 19.22               | 9    | 6      |
| 3    | 7   | Carlos Reutemann      | Brabham-Ford    | 70     | + 41.82               | 6    | 4      |
| 4    | 4   | Patrick Depailler     | Tyrrell-Ford    | 70     | + 1:00.08             | 12   | 3      |
| 5    | 11  | Clay Regazzoni        | Ferrari         | 70     | + 1:03.84             | 4    | 2      |
| 6    | 16  | Tom Pryce             | Shadow-Ford     | 70     | + 1:28.45             | 5    | 1      |
| 7    | 1   | Emerson Fittipaldi    | McLaren-Ford    | 69     | + 1 Ronde             | 8    |        |
| 8    | 8   | Carlos Pace           | Brabham-Ford    | 69     | + 1 Ronde             | 2    |        |
| 9    | 14  | Bob Evans             | BRM             | 68     | + 2 Ronden            | 20   |        |
| 10   | 18  | John Watson           | Surtees-Ford    | 68     | + 2 Ronden            | 18   |        |
| 11   | 28  | Mark Donohue          | Penske-Ford     | 67     | + 3 Ronden            | 21   |        |
| 12   | 30  | Wilson Fittipaldi Jr. | Fittipaldi-Ford | 67     | + 3 Ronden            | 24   |        |
| DNF  | 22  | François Migault      | Hill-Ford       | 57     | Ophanging             | 22   |        |
| DNF  | 9   | Vittorio Brambilla    | March-Ford      | 54     | Remmen                | 3    |        |
| DNF  | 6   | Jacky Ickx            | Lotus-Ford      | 52     | Remmen                | 16   |        |
| DNF  | 5   | Ronnie Peterson       | Lotus-Ford      | 36     | Remmen                | 14   |        |
| DNF  | 21  | Jacques Laffite       | Williams-Ford   | 18     | Versnellingsbak       | 23   |        |
| DNF  | 10  | Lella Lombardi        | March-Ford      | 18     | Motor                 | 17   |        |
| DNF  | 23  | Tony Brise            | Hill-Ford       | 17     | Motor                 | 7    |        |
| DNF  | 24  | James Hunt            | Hesketh-Ford    | 15     | Transmissie           | 11   |        |
| DNF  | 17  | Jean-Pierre Jarier    | Shadow-Ford     | 13     | Spin                  | 10   |        |
| DNF  | 20  | Arturo Merzario       | Williams-Ford   | 2      | Koppeling             | 19   |        |
| DNF  | 26  | Alan Jones            | Hesketh-Ford    | 1      | Ongeluk               | 13   |        |
| DNF  | 2   | Jochen Mass           | McLaren-Ford    | 0      | Ongeluk               | 15   |        |

## Statistieken
| Pole-position | Niki Lauda     | Ferrari | 1:25.43 |
| Snelste ronde | Clay Regazzoni | Ferrari | 1:26.76 |

## Noot
- Dit was de honderdste Grand Prix-start voor een Argentijnse coureur.
- Dit waren de eerste rondes als raceleider voor Vittorio Brambilla.
- Tiende podiumplaats voor Carlos Reutemann.
- Tiende Grand Prix-winst voor een Oostenrijkse coureur.

1925 · 1930 · 1931 · 1933 · 1934 · 1935 · 1937 · 1939 · 1947 · 1949 · 1950 · 1951 · 1952 · 1953 · 1954 · 1955 · 1956 · 1958 · 1960 · 1961 · 1962 · 1963 · 1964 · 1965 · 1966 · 1967 · 1968 · 1970 · 1972 · 1973 · 1974 · 1975 · 1976 · 1977 · 1978 · 1979 · 1980 · 1981 · 1982 · 1983 · 1984 · 1985 · 1986 · 1987 · 1988 · 1989 · 1990 · 1991 · 1992 · 1993 · 1994 · 1995 · 1996 · 1997 · 1998 · 1999 · 2000 · 2001 · 2002 · 2004 · 2005 · 2007 · 2008 · 2009 · 2010 · 2011 · 2012 · 2013 · 2014 · 2015 · 2016 · 2017 · 2018 · 2019 · 2020 · 2021 · 2022 · 2023 · 2024 · 2025 · 2026 · 2027 · 2029 · 2031